# Лев Гурич Сінічкін
«Лев Гурич Сінічкін» (рос. «Лев Гурыч Синичкин») — російський радянський художній фільм 1974 року режисера Олександра Бєлінського, екранізація однойменного водевілю Д.Т. Ленського.

## Зміст
Старий актор мріє про головну роль для своєї юної талановитої доньки. Однак їй протистоїть могутня примадонна трупи з жахливим характером і великими зв'язками. Після багатьох зусиль героїв і веселих непорозумінь мрія старого збувається.

## У ролях
- Микола Трофимов — Лев Гурич Сінічкін
- Галина Федотова — Лізонька (озвучка — Таїсія Калинченко)
- Нонна Мордюкова — Раїса Сурмілова, прем'єрша
- Георгій Георгіу — Терсіс Іванович Чахоткін, актор
- Олег Табаков — Борзик, драматург
- Михайло Козаков — граф Зефиров, знатна особа
- Ілля Рутберг — Налімов
- Петро Щербаков — Пустославцев, утримувач театру
- Леонід Куравльов — князь Ветренський
- Андрій Миронов — диригент

## Знімальна група
- Автор сценарію: Олександр Бєлінський
- Режисер: Олександр Бєлінський
- Оператор: Лев Бунін
- Художник: Борис Мессерер
- Текст пісень: Борис Рацер

## Факти
- Попередня екранізація водевілю Дмитра Ленського була знята у 1956 року режисером Костянтином Юдіним — «На підмостках сцени».